# Helene Weber
Helene Weber (17. března 1881 v Elberfeldu (dnes Wuppertal) – 25. července 1962 Bonn) byla německá politička. Stala se známou jako katolická aktivistka za práva žen, která vyřkla často citovaný výrok týkající se válek: „Čistě mužský stát je zkázou lidu“. V roce 1945 se podílela na založení CDU. V roce 1948 byla spoluzakladatelkou ženské pracovní skupiny CDU/CSU. V letech 1951 až 1958 byla předsedkyní Svazu žen.

## Život a kariéra
Helene Weber po ukončení střední školy na dívčí škole v Elberfeldu navštěvovala v letech 1897 až 1900 učitelský seminář v Cáchách. Poté dělala učitelku. V letech 1905 až 1909 studovala historii, filozofii a romanistiku v Bonnu a Grenoblu. Tam se připojila ke studentskému spolku Hilaritas. Od roku 1909 vyučovala na lyceu v Bochumi a od roku 1911 v Kolíně nad Rýnem. Stala se členkou ústřední rady Německé katolické asociace žen a první předsedkyní Asociace katolických sociálních úředníků v Německu. Od roku 1918 byla vedoucí Sociální ženské školy v Cáchách, která byla původně založena v Kolíně nad Rýnem Katolickým německým ženským spolkem a která se později stala jádrem Katolické univerzity Severního Porýní-Vestfálska. V roce 1920 se Weber stala ministerskou radní na pruském ministerstvu pro veřejné blaho, kde vedla oddělení „sociálního vzdělávání“. Byla první ministerskou radní v Prusku. Po nástupu Národně socialistické německé dělnické strany (NSDAP) byla 30. června 1933 z politických důvodů penzionována a poté pracovala v samostatné sociální službě.
Jako členka Výmarského národního shromáždění se v letech 1919/20 podílela na vývoji výmarské ústavy. V letech 1921 až 1924 byla poslankyní pruského zemského parlamentu a poté byla od května 1924 do roku 1933 poslankyní říšského sněmu. V březnu 1933 patřila spolu s bývalým kancléřem Heinrichem Brüningem k menšině zástupců centra, kteří se vyslovili proti Hitlerovu zmocňovacímu zákonu. Nakonec se však podvolila nátlaku své frakce říšského sněmu a souhlasila se zákonem, který připravil cestu k moci NSDAP.
Po druhé světové válce byla jmenována do parlamentu v Severním Porýní-Vestfálsku. V letech 1947/48 byla členkou zónového poradního sboru pro Brity okupovanou zónu. Byla jednou ze čtyř žen, které pracovaly na základním zákoně Spolkové republiky Německo. Je jednou z „matek základního zákona“; v ústavě podpořila větu „muži a ženy mají stejná práva“.
Od roku 1949 až do své smrti byla poslankyní Německého spolkového sněmu.
V letech 1950 až 1962 byla také členkou Parlamentního shromáždění Rady Evropy.